# Pachycnema
Pachycnema är ett släkte av skalbaggar. Pachycnema ingår i familjen Melolonthidae.

## Dottertaxa tillPachycnema, i alfabetisk ordning[1]
- Pachycnema abdominalis
- Pachycnema albomaculata
- Pachycnema albosquamosa
- Pachycnema alternans
- Pachycnema calcarata
- Pachycnema calviniana
- Pachycnema colvillei
- Pachycnema crassipes
- Pachycnema danieli
- Pachycnema endroedyi
- Pachycnema ferruginea
- Pachycnema flavolineata
- Pachycnema flavovittata
- Pachycnema kochi
- Pachycnema lineola
- Pachycnema luteoguttata
- Pachycnema marginella
- Pachycnema melanospila
- Pachycnema moerens
- Pachycnema multiguttata
- Pachycnema murina
- Pachycnema namaqua
- Pachycnema nikolaji
- Pachycnema nubila
- Pachycnema pudibunda
- Pachycnema pulverulenta
- Pachycnema rostrata
- Pachycnema saga
- Pachycnema schoenherri
- Pachycnema scholtzi
- Pachycnema singularis
- Pachycnema tibialis
- Pachycnema ulrichi